# Députation provinciale de Zamora

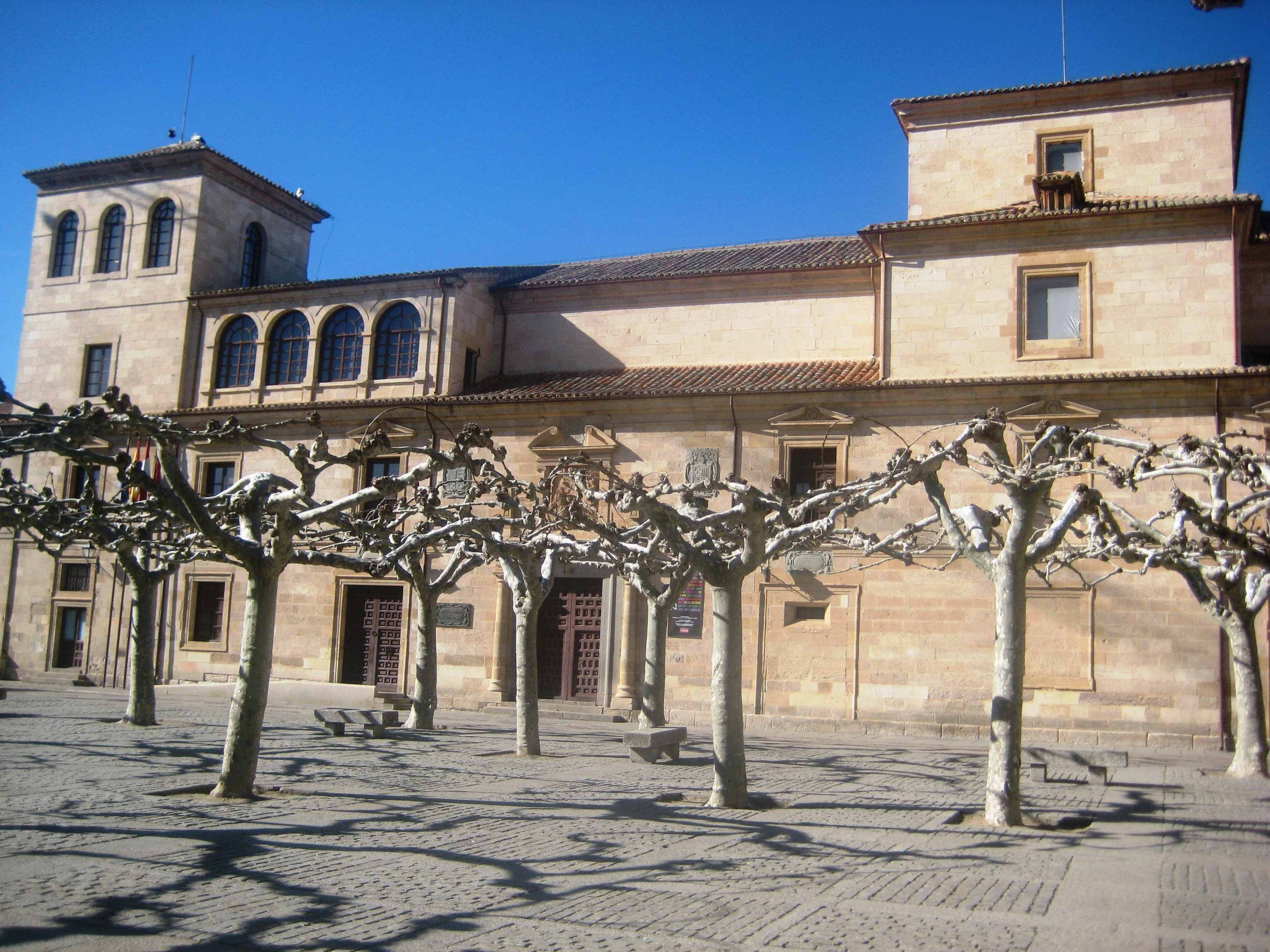
Siège de la députation de Zamora.

La députation provinciale de Zamora, ou plus simplement la députation de Zamora, est l'organe institutionnel propre à la province de Zamora qui assure les différentes fonctions administratives et exécutives de la province.
Il comprend toutes les communes de Zamora et l'une de ses fonctions les plus importantes est d'aider au financement des communes pour la construction d'ouvrages publics.
Son siège est situé à Zamora.